# Supercoppa europea di pallacanestro maschile
La Supercoppa Europea di pallacanestro maschile è stata una competizione cestistica per club organizzata dalla FIBA Europe. Le squadre partecipanti erano le vincitrici della Coppa dei Campioni e della Coppa delle Coppe.
Fu organizzata per la prima e ultima volta nel 1986. Il trofeo fu assegnato in due gare, giocate il 7 ed il 28 ottobre 1986, e vide la vittoria finale del Barcellona, detentrice della Coppa delle Coppe 1985-1986. L'altra finalista fu il Cibona Zagabria, vincitrice della Coppa dei Campioni 1985-1986.

## Risultati
| Squadra 1       | Totale    | Squadra 2    | Andata  | Ritorno |
| --------------- | --------- | ------------ | ------- | ------- |
| Cibona Zagabria | 189 - 200 | FC Barcelona | 102-101 | 87-99   |

Andata
| Arbitri: | Gervac Radic |

|                                                                      |            |                                                                 |
| D. Petrović 47                                                       | Punti      | 32 Trumbo                                                       |
| Knego, D. Petrović, Čutura, Ušić, A. Petrović Vukičević, Cvjetićanin | Formazioni | Jiménez, Simpson, Trumbo, Solozábal, Bryant Sibilio, Epi, Costa |

Ritorno
| Arbitri: | Francisco Javier Fajardo Álvaro Herrera |

|                                                                 |            |                                                                                    |
| Sibilio 20                                                      | Punti      | 23 D. Petrović                                                                     |
| Solozábal, Sibilio, Simpson, Trumbo, Bryant Jiménez, Epi, Costa | Formazioni | Knego, D. Petrović, Čutura, Ušić, A. Petrović Vukičević, Cvjetićanin, Nakić, Bečić |